# フランツ・ゲルハルト・ヴェーゲラー
フランツ・ゲルハルト・ヴェーゲラー（Franz Gerhard Wegeler 1765年8月22日 - 1848年5月7日）は、ドイツの医師。作曲家のルートヴィヒ・ヴァン・ベートーヴェンとは幼馴染であった。

## 生涯
ヴェーゲラーはボンに生まれた。ボン大学及びウィーン大学で医学を学ぶ。オーストリアでの学習を完了するとボンへ戻り、1789年に法医学と産科学の終身教授となった。フランス革命戦争の最中の1794年にボンからウィーンへと逃れ、同地でベートーヴェンとの旧交を温めた。2年をウィーンで過ごした後、ボンへと帰郷して医学の分野で指導者、総合診療医として活動した。
1807年にコブレンツへ住まいを移したヴェーゲラーはプロイセンの公務員となり、複数回表彰を受けている。
ヴェーゲラーはフリーメイソンであった。ベートーヴェンとの間にやり取りされた書簡では、ベートーヴェンの作品をロッジの式典で使用するという議題について意見が交わされている。使用されている楽曲を耳にしたベートーヴェンは、自分がもっと良い作品を作曲しようと申し出ていた。
優れた医師であったヴェーゲラーであるが、彼が記憶されるのはベートーヴェンの死後11年経った1838年に作曲家のフェルディナント・リースと共同で出版したベートーヴェンの伝記『Biographische Notizen über Ludwig van Beethoven』によってである。歴史家たちは、この回顧録が偉大な作曲家の生涯を知る上で重要かつ信用に足る情報源であると考えている。

## 作品
- Franz Gerhard Wegeler und Ferdinand Ries, Biographische Notizen über Ludwig van Beethoven, Koblenz 1838 (Digitalisat der Erstausgabe)
- Franz Gerhard Wegeler : Fünf medizinisch-gerichtliche Gutachten über einen erhängt gefundenen Knaben, in Hinsicht auf Mord oder Selbstmord, Koblenz  1812 (Digital Archive)